# Marian Füssel
Marian Füssel (né 1973 à Münster en Rhénanie-du-Nord-Westphalie) est un historien allemand. Il est fils du théologien Kuno Füssel (de).

## Biographie professionnelle
Marian Füssel étudie l'histoire moderne et contemporaine, la philosophie et la sociologie à Münster. Il obtient une maîtrise universitaire en 2000, et est attaché de recherche (sur un emploi temporaire) à l'université de Münster de 2000 à 2004. Il soutient un doctorat en 2004, à Münster. De 2004 à 2008, Füssel est assistant au Séminaire historique de l'université de Münster. Il enseigne  comme « professeur junior (de) » (en allemand Juniorprofessor, chargé d'un cours brillant mais pas encore habilité) d'histoire culturelle à l'université de Giessen durant le semestre d'été 2008, et comme professeur junior de l’histoire du début de  l'époque moderne à  l'université de Göttingen du semestre d'hiver 2008-2009 au semestre d'hiver 2010-2011. Depuis ce semestre d'hiver 2010-2011 il est professeur d'histoire de la première époque moderne, et notamment d'histoire  extra-européenne, à l'université de Göttingen. Il a décliné une invitation à postuler (en allemand Ruf (de)) sur un emploi de professeur titulaire d'histoire des sciences à l'université Martin-Luther de Halle-Wittenberg.
Il anime l'émission Sociétés Secrètes pour Arte, diffusée en janvier 2013 en France, réalisée par Kay Siering et Jens Nicolai. Durant trois épisodes, cette émission présente les théories conspirationnistes les plus célèbres : Illuminati, Skull and Bones, Templiers, Francs-maçons, Ordre de la Rose-Croix, et celles entourant les attentats du 11 septembre 2001 ou le programme Apollo. Il mène durant ces épisodes les interviews qui ponctuent le documentaire.

## Recherche
Sa thèse de doctorat a été publiée comme livre, sous le titre Gelehrtenkultur als symbolische Praxis. Rang, Ritual und Konflikt an der Universität der Frühen Neuzeit. Il a été déclaré « livre de l'année 2008 en histoire dans la catégorie première époque moderne » sur le blog  H-Soz-u-Kult (de). Ses recherches portent principalement sur l'histoire de la guerre de Sept Ans et plus généralement sur l'histoire militaire des XVIIe et XVIIIe siècles, sur l'histoire des universités, l'histoire des étudiants et l’histoire des sciences de la première époque moderne, l'histoire de l'emploi de la force, l'histoire des médias, la communication symbolique (de), le  siècle des Lumières, l'histoire de l'historiographie et la théorie de l'histoire.

## Ouvrages
- Der Siebenjährige Krieg. Ein Weltkrieg im 18. Jahrhundert, Munich, C. H. Beck, 2013, 2e éd. (1re éd. 2010) (ISBN 978-3-406-60695-3).
- Gelehrtenkultur als symbolische Praxis. Rang, Ritual und Konflikt an der Universität der Frühen Neuzeit, Darmstadt, Wissenschaftliche Buchgesellschaft, 2006, VIII+543 (ISBN 3-534-19599-X). (Compte-rendu par Stefan Brüdermann).